# Африканска златна котка
Африканската златна котка (Caracal aurata) е хищник от семейство Коткови, подобен на Азиатската златна котка, но по-близък родствено с каракала и сервала.

## Разпространение и местообитание
Разпространен е в Ангола, Бурунди, Габон, Гана, Гвинея, Демократична република Конго, Екваториална Гвинея, Камерун, Кения, Кот д'Ивоар, Либерия, Нигерия, Руанда, Сенегал, Сиера Леоне, Уганда, Централноафриканска република и Южен Судан.
Обитава гористи местности, национални паркове, ливади и савани в райони с тропически климат.

## Описание
Цветът на козината на африканската златна котка обикновено варира от канелено или червеникавокафяво до сиво, но се срещат и черни екземпляри. Дължината на тялото ѝ е от 61 до 102 cm, а на опашката – 16 – 35 cm. Висока е около 38 – 55 cm при тегло 4 – 16 kg.

## Размножаване
Котките се размножават лесно и бързо, когато са заедно в един зоопарк. Бременността на женските трае 75 дни, и максималният брой родени котенца е едно или две. Очите на новородените котета се отварят една седмица след раждането им. Майката котка спира кърменето на котенцата си когато те станат на 7 седмици. Африканските златни котки са напълно сексуално развити, когато станат на 18 месеца.
Продължителността им на живот е около 21 години. Популацията на вида е намаляваща.